# Dirk Ahlers
Dirk Ahlers (* 5. März 1937 in Bielefeld) ist der Aufsichtsratsvorsitzende der Frosta AG. Er und andere Mitglieder der Familie Ahlers halten zusammen 58 % an dem Unternehmen, das mit 552 Mio. Euro Umsatz (2020) der deutsche Marktführer für Tiefkühlkost ist.
Dirk Ahlers ist der Sohn des Herforder Bekleidungshersteller Adolf Ahlers, der sich 1953 mit der Partenreederei „Maria von Jever“ in der deutschen Hochseefischerei engagierte und 1957 seinen ersten Seefroster und Heckfänger mit dem traditionsreichen Namen „Sagitta“ in Betrieb genommen hatte.
Sein Sohn Felix Ahlers ist der Vorstandsvorsitzende des Unternehmens und seine Tochter Friederike Ahlers leitet die Öffentlichkeitsarbeit. Dirk Ahlers gilt als erfahrener Pilot und fliegt mit 82 Jahren noch privat einen Cessna CitationJet.

## Unternehmer
Dirk Ahlers erwarb 1957 am humanistischen Friedrichs-Gymnasium Herford die allgemeine Hochschulreife.
Er gründete 1962 in Bremerhaven die Frosta Tiefkühl-Kontor GmbH, die er von einer kleinen Handelsgesellschaft zu einem der größten europäischen Produzenten von Tiefkühllebensmitteln ausbaute.
1963 erwarb er die Seefisch-Großhandlung F. Schottke (gegründet 1884) und baute sie aus zu einem Spezialbetrieb für Tiefkühlfischprodukte. 1964 bezog die Firma die Halle 18 im Fischereihafen und begann dort die Produktion von Tiefkühlfisch, für die schließlich 1978 das erste Tiefkühllager gebaut werden musste.
1976 erfolgte die Ausweitung der Produktion auf tiefgekühltes Gemüse, Obst und Fertiggerichte.
In den achtziger Jahren kaufte das Unternehmen die Halle 19 von der Fischereihafen-Betriebsgesellschaft (FBG) und die Halle 20 von Oetker und übernahm schließlich 1984 die Hochseefischerei Nordstern AG, mit der Ahlers sich wenig später auch an der Deutschen Fischfang-Union GmbH in Cuxhaven beteiligte.
1988 brachte Ahlers die Firmen Schottke und Frosta in die Frosta AG ein, deren Aufsichtsratsvorsitzender und größter Einzelaktionär er bis heute ist.

## Politik
Dirk Ahlers engagierte sich lange Jahre bei der CDU Hamburg, u. a. als stellvertretender Vorsitzender der CDU des Stadtteils Blankenese. Sein Anliegen war, die innerparteiliche Demokratie zu stärken. Im November 2006 scheiterte Ahlers mit weiteren Blankeneser Christdemokraten mit einem Antrag, der den CDU-Mitgliedern mehr Rechte beim Vorschlag der Bürgerschaftskandidaten einräumen wollte. Ahlers unterstützte auch eine Änderung des Hamburger Wahlrechts, das der Verein „Mehr Demokratie e.V.“ durch einen Volksentscheid am 13. Juni 2004 erreicht hat. Nachdem dieser Volksentscheid eine Mehrheit erreicht hatte, wurde das volksbeschlossene Wahlrecht von der absoluten CDU-Mehrheit in Hamburg abgeändert und in wesentlichen Punkten verfälscht. Ahlers erklärte dazu: „Höhepunkt der Hybris“ sei die Änderung „des vom Volk mit Mehrheit beschlossenen Wahlgesetzes […] zum Schutz der bestehenden Machtstrukturen der Partei“ und trat aus der Partei aus.
Seit dem 17. April 2007 ist er Mitglied der FDP in Hamburg.